# فيرير ليون
فيرير ليون (بالفرنسية: Frère León)‏ هو عالم نبات كوبي وفرنسي، ولد في 31 ديسمبر 1871 في Arbois ‏ في فرنسا، وتوفي في 20 نوفمبر 1955 في هافانا في كوبا.